# USS Jefferson City (SSN-759)
Za druga plovila z istim imenom glejte USS Jefferson City.
USS Jefferson City (SSN-759) je jedrska jurišna podmornica razreda los angeles.